# Río Parguaza
Le río Parguaza est un cours d'eau du Venezuela faisant partie du bassin versant de l'Orénoque. Il naît dans le plateau des Guyanes, dans l'est du Venezuela. C'est un affluent droit du fleuve l'Orénoque.

## Géographie
Il conflue à 36 m d'altitude en rive droite de l'Orénoque et avant le « refuge de la faune sylvestre de la tortue Arrau ».